# Denys Calvaert

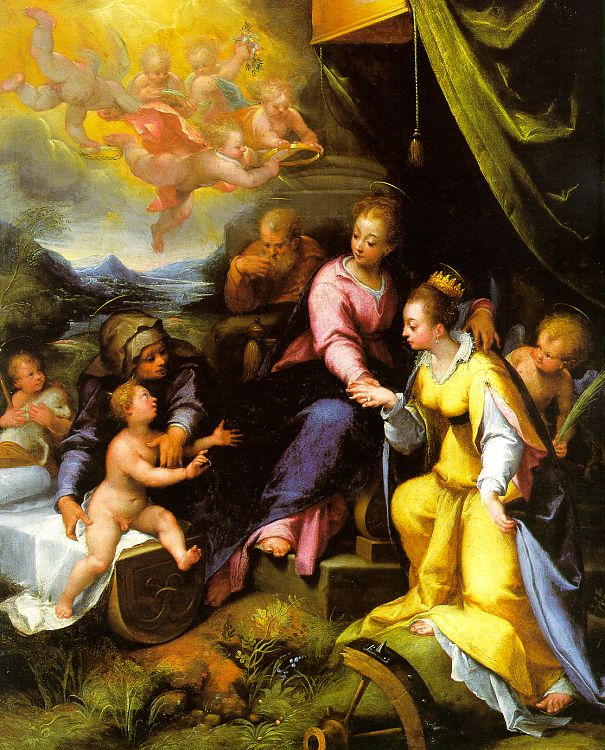
Esponsales místicos de santa Catalina.

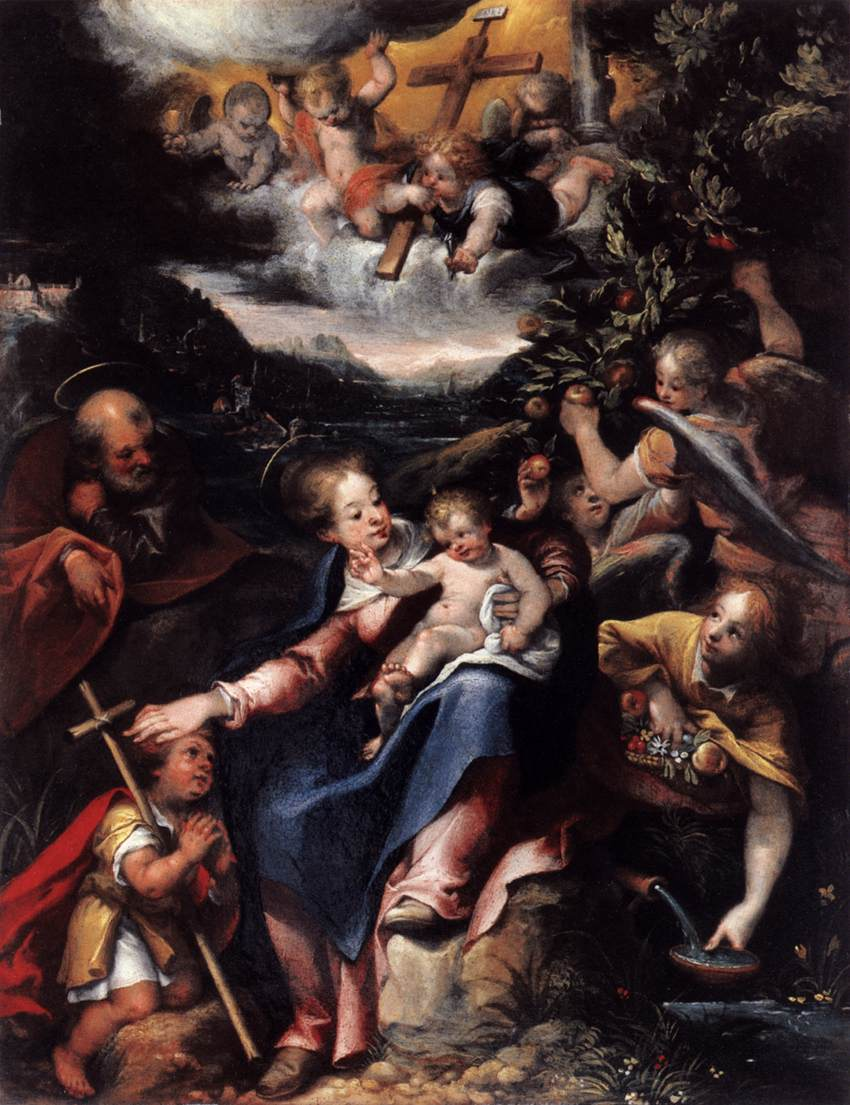
Sagrada Familia con San Juanito.

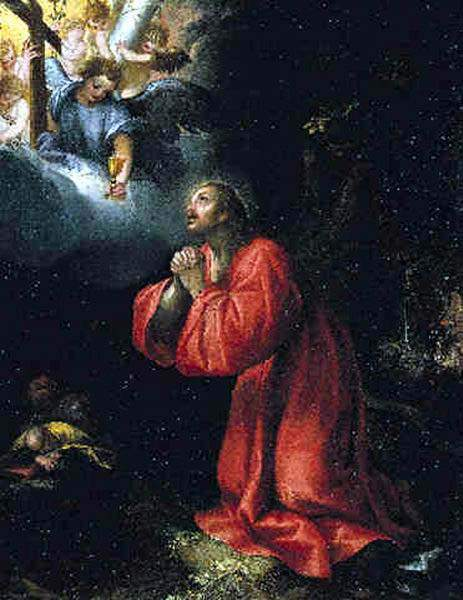
Agonía en el Jardín de Getsemaní.

Denys Calvaert, Denis Calvaert o Deniis Caluwaert, también conocido como Dionisio Fiamingo (Amberes 1540 - Bolonia, 16 de abril de 1619). Pintor flamenco. Desarrolló la parte más importante de su actividad en Italia, donde fue conocido como Il Fiammingo (el flamenco). Se estableció en Bolonia, donde se le considera miembro integrante de la Escuela Boloñesa.

## Biografía
Las primeras noticias lo sitúan en su ciudad natal, cuando se inscribe en la Corporación de Pintores de Amberes (1556-1557), como alumno del pintor de paisajes Kerstiaen van Queboorn. En 1560 viaja a Bolonia, donde vivirá casi todo el resto de su vida.
El joven pintor consiguió la protección de la familia Bolognini, gracias a la cual pudo ingresar en el taller de Prospero Fontana. Dos años después abandonó a éste para trabajar como colaborador de Lorenzo Sabatini, a quien ayudó en diversos proyectos destacados.
Su primera obra firmada y fechada es de 1568. En esta primera fase de su producción parece advertirse una cierta torpeza en la composición de las figuras, así como la influencia de maestros flamencos como Marten de Vos, cuyo trabajo quizás pudiese estudiar antes de su partida a Italia.
En 1572 Sabatini fue llamado a Roma por el papa Gregorio XIII; Calvaert le acompañó y está documentado un pago al flamenco por una Batalla de Lepanto. Permaneció en la Ciudad de los Papas hasta 1575, realizando numerosos dibujos, sobre todo de los grandes maestros del Renacimiento: Michelangelo, Sebastiano del Piombo y Rafael Sanzio. También copió modelos de la antigüedad clásica, entre ellos el Hércules Farnese.
De nuevo en Bolonia, Calvaert fundó una academia (1575) donde se formaron ilustres alumnos como Guido Reni, Francesco Albani o Domenichino, aunque estos acabaron abandonándole (1582) para ingresar en la rival Accademia degli Incamminati, fundada por los hermanos Carracci, que representaban una nueva manera de entender la pintura. El carácter a veces irascible del maestro también ayudó a privarle de muchos de sus alumnos.
El estilo de Calvaert toma un nuevo giro durante su segunda etapa en Bolonia. El influjo de Federico Barocci es evidente en sus nuevas obras, combinado con el claroscuro y el dramatismo típico de las figuras de Correggio, enmarcadas por un paisaje que revela el origen nórdico del artista.

## Valoración artística
La producción de Calvaert consiste casi exclusivamente en cuadros de temática religiosa, desde grandes tablas de altar a pequeñas pinturas devocionales sobre cobre. Fue uno de los más ortodoxos representantes del manierismo boloñés, al que se atuvo toda su vida. Su labor didáctica fue muy importante, pues su academia fue un crisol donde se formaron la mayoría de los pintores de la siguiente generación. Junto con Barocci, es el responsable de la continuidad del estilo correggesco durante la segunda mitad del siglo XVI. Sin embargo, su estilo pictórico ya estaba claramente pasado de moda en los últimos años de su carrera, cuando ya triunfaba el clasicismo en la Escuela Boloñesa y el incipiente barroco.

## Obras destacadas
Sus principales obras pueden contemplarse en Bolonia, Florencia, San Petersburgo, Parma y Caen.
- Vigilancia (1568, Pinacoteca Nacional de Bolonia)
- Noli me tangere (Pinacoteca Nacional de Bolonia)
- Presentación de la Virgen niña (Pinacoteca Nacional de Bolonia)
- Judith con la cabeza de Holofernes (National Gallery of Denmark, Copenhague)
- Flagelación de Cristo (1575, Pinacoteca Nacional de Bolonia)
- Huida a Egipto (c. 1580, Tweed Museum of Art, Duluth)
- Esponsales místicos de Santa Catalina (1590, Pinacoteca Capitolina, Roma)
- Sagrada Familia con San Juanito en un paisaje (1593-1594, National Gallery of Scotland, Edimburgo)
- La Virgen se aparece a los santos Francisco y Domingo (1598, Gemäldegalerie Alte Meister, Dresde)
- Retrato masculino (1600, Kunsthistorisches Museum, Viena)
- Asunción de la Virgen (1605, Royal Collection, Londres)
- San Francisco recibe al Niño Jesús de manos de la Virgen (1607, Bob Jones university Museum & Gallery, Greenville, South Carolina)